# Helsingfors konstmuseum HAM

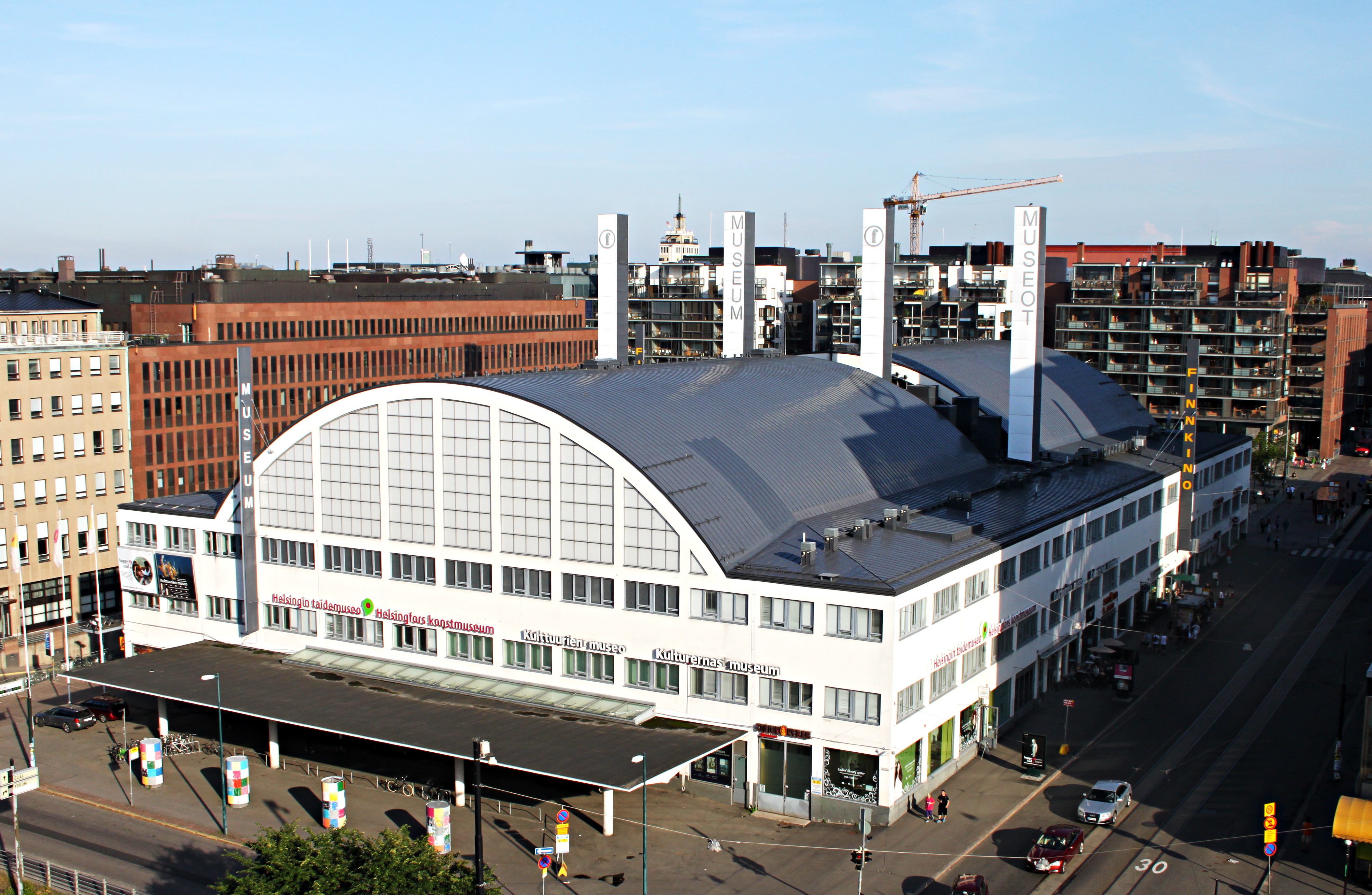
Tennispalatset

Helsingfors konstmuseum HAM, tidigare Helsingfors stads konstmuseum, är ett kommunalt konstmuseum i Kampen i Helsingfors.
Helsingfors konstmuseum HAM ligger i Tennispalatset, som uppfördes 1938 för att användas som sporthall vid de planerade Olympiska spelen 1940. Konstmuseets lokaler renoverades 2014–2015 och byggdes samtidigt ut från 1 400 till 2 800 kvadratmeter, varvid även det tidigare vid Unionsgatan belägna Glogalleriet flyttade in i byggnaden.

## Museichefer
- Marja-Liisa Bell, konstsekreterare, intendent, konstmuseichef 1968–1993
- Tuula Karjalainen 1993–2001
- Berndt Arell 2001–2007
- Janne Gallen-Kallela-Sirén 2007–2013
- Maija Tanninen-Mattila 2013–

## Bildgalleri

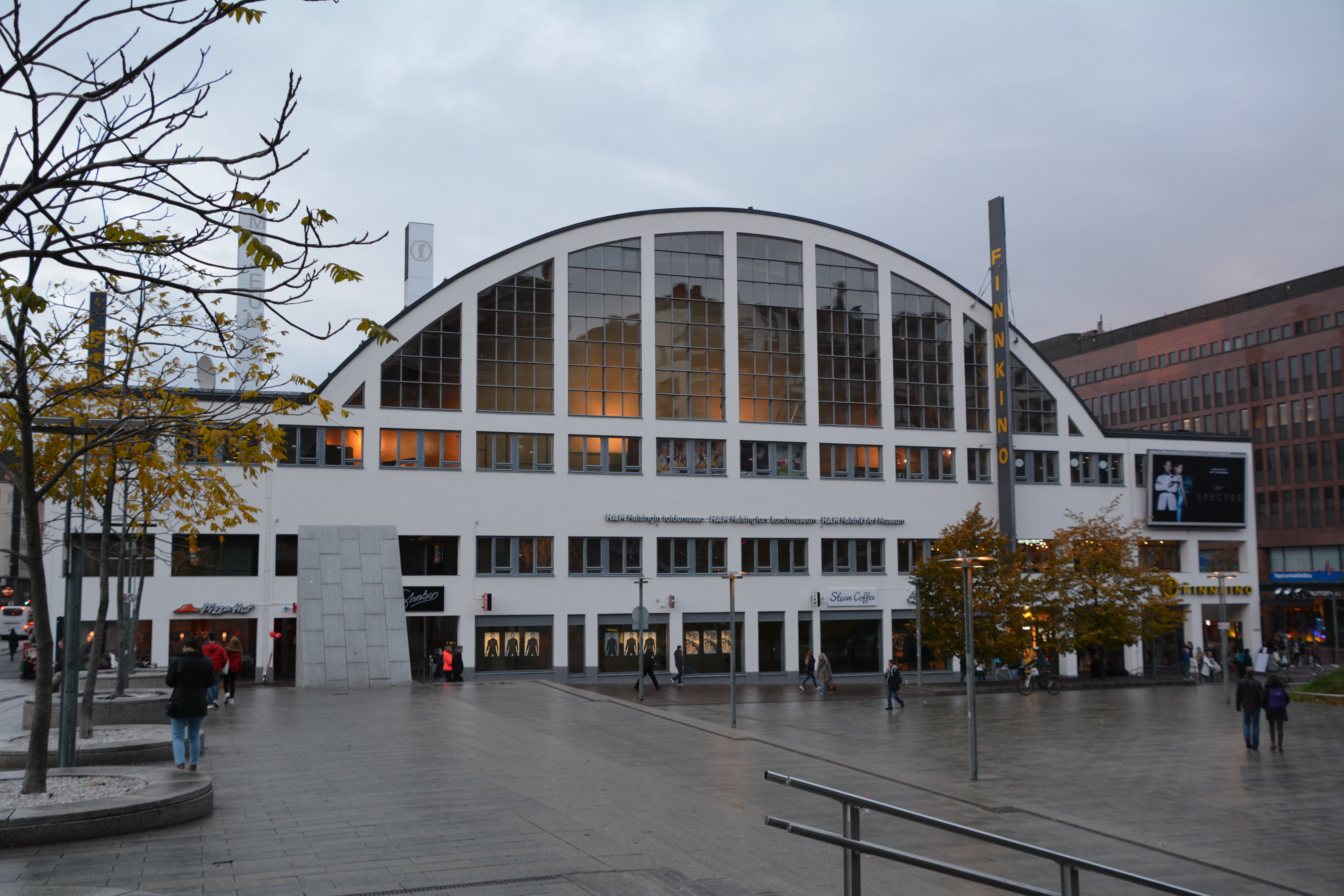
Tennispalatsets östra fasad
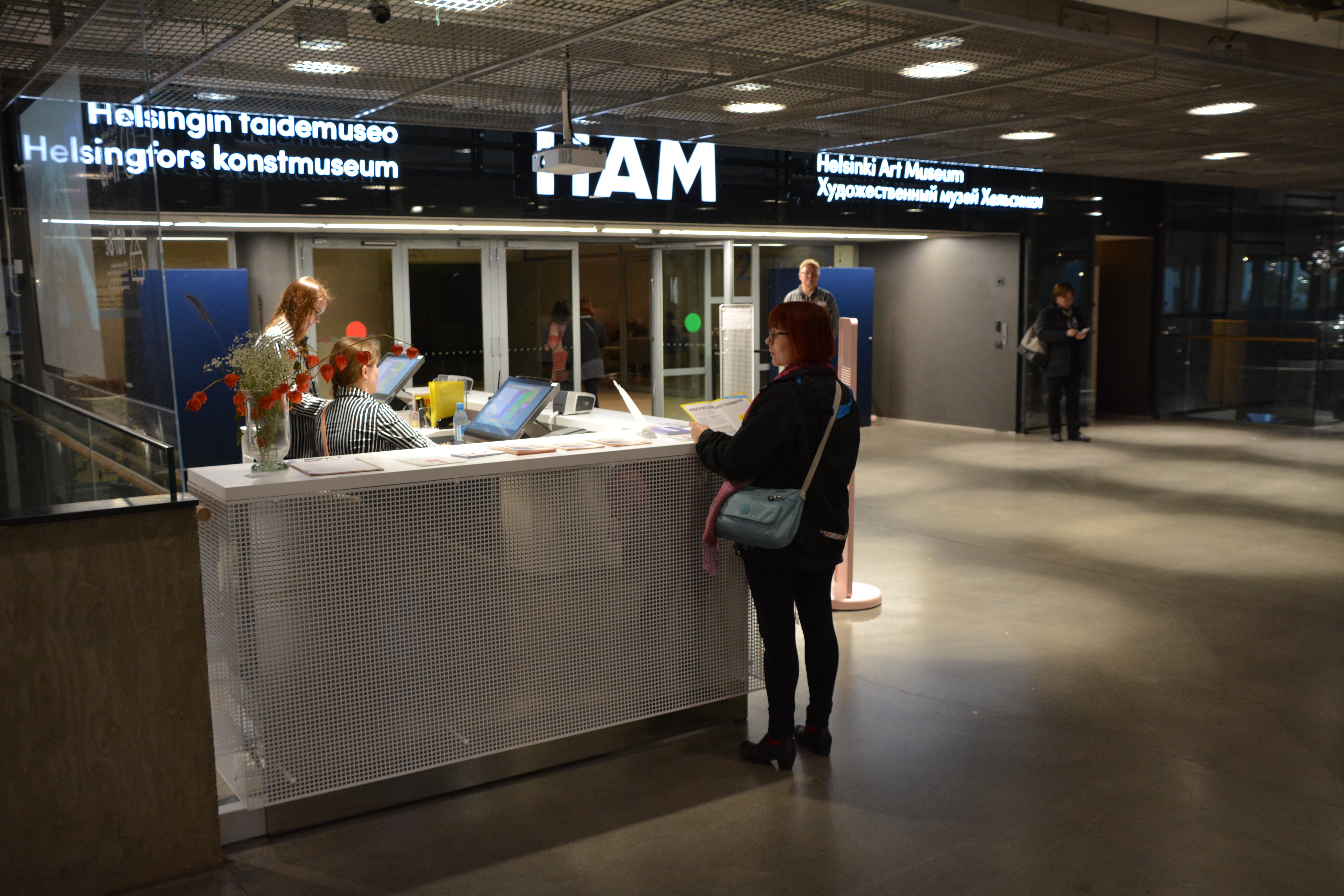
Entrén till Helsingfors konstmuseum HAM